# Papouasie-Nouvelle-Guinée aux Jeux olympiques d'été de 2000
L'équipe de Papouasie-Nouvelle-Guinée olympique participe aux Jeux olympiques d'été de 2000 à Sydney. Elle n'y remporte aucune médaille. La nageuse Xenie Peni est le porte-drapeau d'une délégation papouasienne comptant 5 sportifs (2 hommes et 3 femmes).

## Engagés papouasiens par sport

### Athlétisme
| Hommes                                                     | Femmes                                               |
| ---------------------------------------------------------- | ---------------------------------------------------- |
| 400 m haies : - Mowen Boino : 1er tour, 51 s 38 (éliminé). | 400 m : - Ann Mooney : 1er tour, 55 s 55 (éliminée). |

### Haltérophilie
| Hommes | Femmes                          |
| ------ | ------------------------------- |
|        | Poids plumes - Dika Toua : 10e. |

### Natation
| Hommes                                                                     | Femmes                                                                     |
| -------------------------------------------------------------------------- | -------------------------------------------------------------------------- |
| Natation 100 m brasse : - Kieran Chan : 1er tour, 1 min 13 s 34 (éliminé). | Natation 100 m brasse : - Xenia Peni : 1er tour, 1 min 19 s 62 (éliminée). |

## Sources
- (en) https://www.sports-reference.com/